# Tous les pilotes morts
Tous les pilotes morts (titre original : All the Dead Pilots) est une nouvelle du romancier américain William Faulkner, parue en 1931.

## Historique
Tous les pilotes morts est parue initialement dans le recueil Treize histoires (These Thirteen) en 1931. 

## Édition française
- Tous les pilotes morts, traduit par René-Noël Raimbault et Charles P. Vorce, dans Treize histoires, Gallimard, « Du monde entier », 1939

## Sources
- Robert W. Hamblin et Charles A. Peek. A William Faulkner Encyclopedia, New York, Greenwood, 1999, p. 103.